# Cămin
Cămin (Kálmánd en hongrois) est une commune roumaine du județ de Satu Mare, dans la région historique de Transylvanie et dans la région de développement Nord-Ouest.

## Géographie
La commune de Cămin est située dans le sud-ouest du județ, sur la rive gauche de la Crasna, dans la plaine de Carei, à 6 km au nord de Carei et à 45 km au sud-ouest de Satu Mare, le chef-lieu du județ.
La municipalité est composée du seul village de Cămin (1 376 habitants en 2002).

## Histoire
La première mention écrite du village de Cămin date de 1335.
La commune, qui appartenait au royaume de Hongrie, faisait partie de la principauté de Transylvanie et elle en a donc suivi l'histoire.
Pendant la guerre d'indépendance de François II Rákóczi contre les Habsbourg au début du XVIIIe siècle, le village est dépeuplé. Les Károlyi encouragent l'installation de colons germanophones d'origine souabe.
En 1862, un très grave incendie détruit de nombreuses maisons ainsi que l'église catholique du village.
Après le compromis de 1867 entre Autrichiens et Hongrois de l'empire d'Autriche, la principauté de Transylvanie disparaît et, en 1876, le royaume de Hongrie est partagé en comitats. Cămin intègre le comitat de Szatmár (Szatmár vármegye).
À la fin de la Première Guerre mondiale, l'Empire austro-hongrois disparaît et la commune rejoint la Grande Roumanie au traité de Trianon et le județ de Sălaj dont le chef-lieu était la ville de Zalău.
En 1940, à la suite du deuxième arbitrage de Vienne, elle est annexée par la Hongrie jusqu'en 1944. En 1945, quelque 200 habitants d'origine allemande sont déportés en URSS. Elle réintègre la Roumanie après la Seconde Guerre mondiale au traité de Paris en 1947.
En 2003, le villag de Cămin se sépare de la commune de Căpleni pour former une nouvelle commune autonome.

## Politique
| Période                                  | Période  | Identité         | Étiquette | Qualité |
| ---------------------------------------- | -------- | ---------------- | --------- | ------- |
| Les données manquantes sont à compléter. |          |                  |           |         |
|                                          | 2012     | Alexandru Bulogh | UDMR      |         |
| 2012                                     | En cours | Imre Sütö        | FDGR      |         |

| Parti | Parti                                               | Sièges |
| ----- | --------------------------------------------------- | ------ |
|       | Forum démocratique des Allemands de Roumanie (FDGR) | 5      |
|       | Union démocrate magyare de Roumanie (UDMR)          | 3      |
|       | Parti national libéral (PNL)                        | 1      |

## Religions
Jusqu'en 2002, le village de Cămin faisait partie de la commune de Căpleni, il n'existe donc pas de statistiques religieuses le concernant. Il faut se reporter aux statistiques concernant Căpleni qui les incluent.

## Démographie
En 1910, à l'époque austro-hongroise, le village comptait 1 058 Hongrois (98,69 %).
En 1930, on dénombrait 1 258 Allemands (95,30 %), 25 Roumains (1,89 %), 20 Hongrois (1,52 %) et 16 Tsiganes (1,21 %).
En 2002, le village comptait 916 Hongrois (66,57 %), 334 Allemands (24,27 %), 70 Roumains (5,09 %) et 56 Roms (4,07 %).
| 1880 | 1890 | 1900 | 1910  | 1920  | 1930  | 1941  | 1956  | 1966  |
| ---- | ---- | ---- | ----- | ----- | ----- | ----- | ----- | ----- |
| 740  | 791  | 890  | 1 072 | 1 228 | 1 320 | 1 438 | 1 545 | 1 627 |

| 1977  | 1992  | 2002  | 2007  | - | - | - | - | - |
| ----- | ----- | ----- | ----- | - | - | - | - | - |
| 1 643 | 1 445 | 1 376 | 1 342 | - | - | - | - | - |

## Économie
L'économie de la commune repose sur l'agriculture.

## Communications

### Routes
Cămin est située sur la route régionale DJ108M qui la relie à Carei au sud et à Berveni au nord.

## Lieux et monuments
- Cămin, église catholique romaine Ste Anne datant de 1862[5].

## Personnalités
- János Scheffer, (1887-1952), évêque catholique de Satu Mare, victime de la répression communiste et mort dans la prison de Jilava, près de Bucarest.